# Fools Garden
Fools Garden é um grupo musical alemão formado em 1991 sob o nome de Fool's Garden (com apóstrofo), composta pelo vocalista Peter Freudenthaler, Volker Hinkel guitarrista, baixista Thomas Mangold, o tecladista Roland Rohl e o baterista Ralf Wochele. 

## História
Em 1991, Peter Freudenthaler e seu amigo de infância Volker Hinkel fundaram a banda em Pforzheim e gravaram seu primeiro álbum promocional de mesmo nome,   Fool's Garden , com Freudenthaler e Hinkel compartilhando vocais e composição e Hinkel tocando violão.
O segundo álbum (1993) foi Once in a Blue Moon. Dois anos mais tarde o Fool's Garden lançou seu terceiro álbum Dish of the Day, destacando a banda no cenário musical europeu e asiático com o hit "Lemon Tree".
Em 1997, lançaram o álbum Go and Ask Peggy for the Principal Thing. Em 2003, três membros deixaram a banda sendo substituídos por Dirk Blumlein (baixista), Claus Müller (bateria) e Gabriel Holz (guitarrista, que deixou a banda em 2007), e com isso o nome da banda mudou para Fools Garden (sem apóstrofo).
A banda tem o hábito de tocar rock 'n' roll clássico durante suas performances ao vivo (The Beatles "Ticket to Ride ou The Who's My Generation, por exemplo). O interesse do Fools Garden na música britânica é tão grande que versões cover de canções dos Beatles, como Cry Baby Cry e Martha My Dear podem ser encontradas em seus álbuns.
A banda lançou uma compilação de seus sucessos em 02 de outubro de 2009. O álbum, intitulado de High Times, contém 15 músicas, incluindo uma faixa inédita.

## Estilo
Fools Garden é conhecida por mistura de rock, indie pop, e algumas baladas. Muitas vezes, o seu estilo de música se aproxima dos Beatles, que são considerados um modelo a ser seguido pela banda.

## Formação Atual
- Peter Freudenthaler - vocais (1991)
- Volker Hinkel - guitarra (1991)
- Dirk Blümlein - baixo (2003)
- Claus Müller - bateria (2003)

## Discografia
Álbuns de estúdio
- 1991 - Fool's Garden
- 1993 - Once in a Blue Moon
- 1995 - Dish of the Day
- 1997 - Go and Ask Peggy for the Principal Thing
- 2000 - For Sale
- 2003 - 25 Miles to Kissimmee
- 2005 - Ready for the Real Life

Compilação
- 2009 - High Times - The Best of Fools Garden

EP
- 2008 - "Napster Session 2008"
- 2008 - "Home (limited tour edition)"

Singles
- 1991 - "Tell Me Who I Am / Careless Games"
- 1992 - "Spirit '91 / Once in a Blue Moon"
- 1994 - "Wild Days" (1st edition)
- 1995 - "Lemon Tree"
- 1996 - "Wild Days" (reedição)
- 1996 - "Pieces"'
- 1997 - "Why Did She Go?"
- 1997 - "Probably"
- 1998 - "Rainy Day"
- 2000 - "Suzy"
- 2000 - "It Can Happen"
- 2000 - "Happy" (special tour edition)
- 2001 - "In the Name"
- 2001 - "Dreaming"
- 2003 - "Closer"
- 2004 - "Dreaming" (2004 version)
- 2005 - "Man of Devotion"
- 2005 - "Does Anybody Know? / Welcome Sun"
- 2005 - "Cold" (Italian promo)
- 2006 - "I Got a Ticket"
- 2006 - "High Time"